# Desmond Titterington
Pas d'image ? Cliquez ici
John Desmond Titterington, ou Desmond Titterington, né le 1er mai 1928 à Cultra et mort le 13 avril 2002 à Dundee, est un pilote automobile britannique de Formule 1.

## Biographie
En 1955 et 1956, Titterington participe à quatre Grands Prix, hors du championnat du monde de Formule 1, avec notamment deux podiums à l'International Gold Cup et l'International Trophy. Il participe ensuite au Grand Prix de Grande-Bretagne 1956 où, parti onzième, il doit abandonner sur un problème mécanique.

## Résultats en championnat du monde de Formule 1
| Saison | Écurie | Châssis          | Moteur         | Pneus   | GP disputé      | Résultat | Points inscrits | Classement |
| ------ | ------ | ---------------- | -------------- | ------- | --------------- | -------- | --------------- | ---------- |
| 1956   | Privé  | Connaught Type B | Alta GP 2.5 L4 | Pirelli | Grande-Bretagne | Abandon  | 0               | non classé |

## Résultats aux 24 Heures du Mans
| Année | Écurie          | Châssis       | Coéquipiers | Résultats |
| ----- | --------------- | ------------- | ----------- | --------- |
| 1956  | Jaguar Cars Ltd | Jaguar Type D | Paul Frère  | Abandon   |